# Sphenomorphus cryptotis
Sphenomorphus cryptotis este o specie de șopârle din genul Sphenomorphus, familia Scincidae, descrisă de Darevsky, Orlov și Cuc în anul 2004. Conform Catalogue of Life specia Sphenomorphus cryptotis nu are subspecii cunoscute.